# Matheus da Cruz Daniel
Matheus da Cruz Daniel (Jacareí, 19 de junho de 1990), mais conhecido como Mathias, é um jogador brasileiro de rúgbi. Revelado nas categorias de base do Jacareí Rugby, já defendeu Desterro, Curitiba e São José Rugby.  De 2013 a 2018, defendeu o Jacareí Rugby, clube que o formou e é considerado um dos principais ídolos. Agora, defende as cores do Santarém, em Portugal. Matheus Daniel também é frequentemente convocado para as seleções brasileiras de rugby union e rugby sevens. 

## Carreira

### Início da Carreira no Jacareí
Matheus Daniel iniciou a prática esportiva jogando futebol. Entretanto, depois que conheceu o rúgbi a convite de um amigo durante o ensino médio, nunca mais largou o esporte da bola oval. Natural de Jacareí, o atleta iniciou sua carreira nas categorias de base do clube da cidade no ano de 2007. 

### Curitiba
O Jacareí Rugby na época contava apenas com times de base e não havia equipes na categoria adulta. Sem muitas chances de isso acontecer tão cedo, Mathias teve rápida passagem pelo Curitiba, em 2010, clube em que subiu para o adulto.
Na capital paranaense, o atleta chegou em razão de uma bolsa de estudos para defender as cores do Curitiba, equipe na qual ficou até o fim de 2010.

### São José Rugby
Durante o período em que esteve atuando por São José, Matheus Daniel alcançou outro patamar para um atleta de rúgbi. Além de defender as cores da Seleção Brasileira, o atleta sagrou-se bicampeão brasileiro com o clube do Vale do Paraíba nos anos de 2011 e 2012. Durante o período, em 2012, também teve a oportunidade de passar um mês na Nova Zelândia com a Seleção Brasileira para ter mais contato com a cultura do rúgbi.

### Desterro
Matias jogou apenas alguns jogos no Desterro no ano de 2013 em razão de lesão

### Jacareí Rugby
Com a entrada efetiva do Jacareí Rugby nas competições adultas em 2013, Matheus Daniel retornou ao clube neste mesmo para continuar sua trajetória no rúgbi. Formado pelas categorias de base do clube, o jogador teve a oportunidade de retribuir os ensinamentos que foram lhe dados e também iniciou como treinador para equipes de base da equipe jacareiense. No mesmo ano, Mathias assinou com a Gilbert no Brasil para ser embaixador da marca no país.
Juntamente com o Jacareí Rugby, Matheus Daniel conseguiu conquistar mais um título brasileiro na modalidade com 15 jogadores, no ano de 2017. Além disso, esteve presente em todas as conquistas da equipe ao longo dos cinco anos em que esteve presente no elenco adulto do Jacareí. Além do Super 8 de 2017, Mathias foi campeão do Paulista da 2ª divisão em 2013, bicampeão da Taça Tupi em 2014 e 2016, campeão do Paulista de Sevens em 2015 e campeão do Brasileiro de Sevens em 2017.

### Santarém (Portugal)
Depois de uma vitoriosa carreira pela equipe adulta que o formou, Mathias seguiu para Portugal para defender as cores do Santarém. A transferência ocorreu logo após o fim da temporada brasileira, quando o Jacareí encerrou o Super 16 na quarta posição. 

## Seleção Brasileira
Mathias obteve sua primeira convocação para a Seleção Brasileira durante o período em que defendeu o São José Rugby. O jogador foi chamado para uma gira em Dubai. Desde então, o atleta passou a ser figura frequente nas convocações para a Seleção Brasileira em amistosos, jogos oficiais e torneios. Tanto no XV quanto no Sevens. Participou de momentos importantes com a Seleção, mas também teve lesões, como uma fratura no tornozelo durante amistoso histórico no Pacaembu contra a Alemanha em 2015. 
O torneio mais importante disputado por ele foi os Jogos Pan-Americanos de Toronto 2015, o segundo disputado pela Seleção Brasileira. Por conta de lesão acabou não tendo condições de estar apto a defender os Tupis durante os Jogos Olímpicos do Rio em 2016. Entretanto, em sua cidade natal, ficou com a tarefa de ser o condutor da Tocha Olímpica a fechar o revezamento em Jacareí com o acendimento da pira na cidade do Vale do Paraíba, realizado no dia 27 de julho de 2016.

## Estatísticas
Em atualização 

### Clubes
| Equipe            | Temporada         | Campeonatos estaduais XV [a] | Campeonatos estaduais XV [a] | Campeonatos estaduais XV [a] | Campeonatos estaduais XV [a] | Campeonato nacional XV [b] | Campeonato nacional XV [b] | Campeonato nacional XV [b] | Campeonato nacional XV [b] | Total | Total  | Total | Total      |
| Equipe            | Temporada         | Jogos                        | Pontos                       | Tries                        | Conversões                   | Jogos                      | Pontos                     | Tries                      | Conversões                 | Jogos | Pontos | Tries | Conversões |
| ----------------- | ----------------- | ---------------------------- | ---------------------------- | ---------------------------- | ---------------------------- | -------------------------- | -------------------------- | -------------------------- | -------------------------- | ----- | ------ | ----- | ---------- |
| Jacareí           | 2013              | 8                            | 39                           | 6                            | 3                            | —                          | —                          | —                          | —                          |       |        |       |            |
| Jacareí           | 2014              | 3                            | 0                            | 0                            | 0                            | 4                          | 40                         | 8                          | 0                          | 7     | 40     | 8     | 0          |
| Jacareí           | 2015              | 2                            | 0                            | 0                            | 0                            | 12                         | 5                          | 1                          | 0                          | 14    | 5      | 1     | 0          |
| Jacareí           | 2016              | 2                            | 10                           | 2                            | 0                            | 5                          | 20                         | 4                          | 0                          | 7     | 30     | 6     | 0          |
| Jacareí           | 2017              | 3                            | 5                            | 1                            | 0                            | 8                          | 15                         | 3                          | 0                          | 11    | 20     | 4     | 0          |
| Jacareí           | 2018              | 5                            | 20                           | 4                            | 0                            | 2                          | 10                         | 2                          | 0                          | 7     | 30     | 6     | 0          |
| Jacareí           | Total             | 23                           | 74                           | 13                           | 3                            | 31                         | 90                         | 17                         | 0                          | 54    | 164    | 30    | 3          |
| Total na carreira | Total na carreira | 23                           | 74                           | 13                           | 3                            | 31                         | 90                         | 17                         | 0                          | 54    | 164    | 30    | 3          |

- a. ^ Em Campeonatos Estaduais, incluindo jogos e pontos do Campeonato Paulista e da Copa São Paulo.
- b. ^ Em Campeonatos Nacionais XV, incluindo jogos e pontos da Taça Tupi, Super 8, Super 10 e Super 16.

### Seleção Brasileira
| Ano   |       |        |       |            |       |
| Ano   | Jogos | Pontos | Tries | Conversões | Média |
| ----- | ----- | ------ | ----- | ---------- | ----- |
| 2018  | 0     | 0      | 0     | 0          | 0     |
| Total | 0     | 0      | 0     | 0          | 0     |

## Títulos
São José Rugby
- Campeonato Brasileiro: 2011, 2012

Jacareí Rugby
- Campeonato Brasileiro: 2017[10]

- Campeonato Brasileiro 7's: 2017[11]
- Taça Tupi: 2014 e 2016
- Paulista 7's: 2015
- Paulista 2ª Divisão: 2013

### Prêmios Individuais
- Prefeitura de Jacarei - Atleta Destaque Rugby: 2013